# Поливанов, Иван Петрович
Ива́н Петро́вич Полива́нов (1773—1848) — русский сенатор, тайный советник из рода Поливановых.

## Биография
Родился 24 марта (4 апреля) 1773 года. В 1787 году вступил подпрапорщиком в Преображенский полк и в 1790 году (с 11-го марта по 3-е сентября) принимал участие в походе (в финляндской армии) и был в сражении против шведов 19-го апреля при Бардановском и Чертковском укреплении. Чин капитана получил 16-го апреля 1797 года и в том же году был отставлен, для определения к гражданским делам, с чином коллежского асессора.
24 марта 1801 года он принят был снова в Преображенский полк капитаном и был сделан инспекторским адъютантом к генерал-лейтенанту Талызину, а от последнего перешел на ту же должность к генералу от инфантерии Татищеву (1801 г., 21 мая). 9 сентября Поливанов вышел в отставку полковником с мундиром.
Через 6 лет, (24 октября 1808 г.) он был определён непременным членом в Мастерскую Оружейную Палату в Москве, 12 февраля 1809 года был произведен в статские советники, в следующем 1810 году (12 февраля) получил бриллиантовый перстень, 16 августа — орден Владимира 4 степени, 27-го марта 1812 года — чин действительного статского советника; 22-го августа того же года, во время прибытия французских войск к Москве, под надзором Поливанова были отправлены в Коломну, а оттуда водой до Нижнего, сокровища Мастерской Оружейной Палаты, которые и были привезены в полной сохранности обратно в Москву 16 июня 1813 года.
Затем, 12-го мая 1816 года, Поливанову повелено было быть членом Строительной комиссии в Москве, а через 4 года (20 февраля 1820 года) он был уволен от службы с зачислением в почетные члены Оружейной Палаты. В таком положении он пробыл до 18 октября 1824 года, когда был назначен директором той же Строительной комиссии.
31 августа 1831 года Поливанов получил чин тайного советника и повеление присутствовать в Правительствующем Сенате, причем 16 сентября был назначен в I Отделение 6-го Департамента. Отсюда в 1832 году он был перемещен в 7-й Департамент, 8 ноября 1834 года, в «уважение ревностной его службы и стеснению при многочисленном семействе», ему пожаловано было 3000 десятин земли в вечное потомственное владение. В 1835 году Поливанов был назначен во временное общее собрание Правительствующего Сената в С.-Петербург, откуда 15 декабря 1844 года вновь вернулся к присутствию в I Отделение 6-го Департамента. С 1847 года Поливанов стал присутствовать в 8-м Департаменте.
Умер 30 марта (11 апреля) 1848 года в Москве; был похоронен на Волковом православном кладбище в Петербурге.
В III томе «Русской Старины» (стр. 786—789) были помещены рассказы Поливанова, сообщенные его племянником Василием Денисовичем Давыдовым, сыном известного партизана 1812 года. Поливанов был известен, как искусный токарь из слоновой кости, и изделия его экспонировали на первой мануфактурной выставке в Москве в 1829 году.
Около Арбатских ворот, на Молчановке, имел собственный дом.

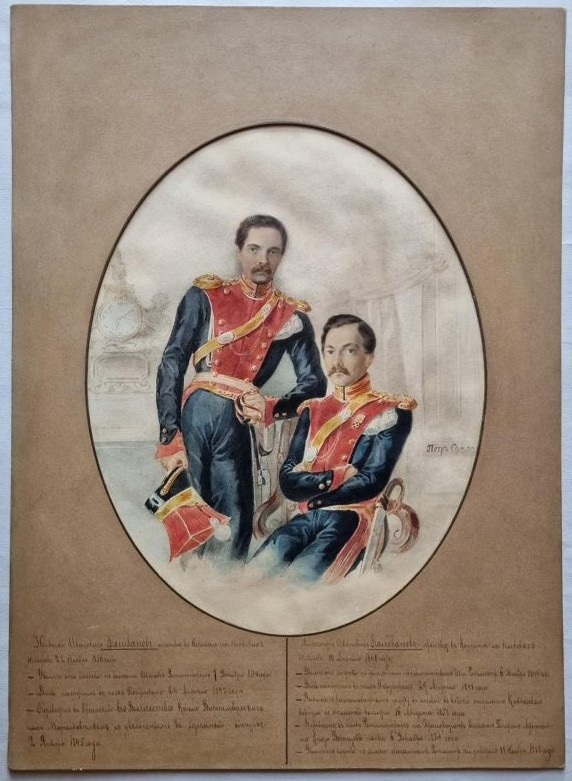
Портрет братьев Николая и Александра, работы П. П. Соколова

## Семья
Был женат на Екатерине Николаевне Чирковой (1794—1840), дочери генерал-майора Николая Александровича Чиркова и Елизаветы Петровны, урождённой Татищевой. Её сестра, Софья Николаевна, вышла замуж за Дениса Давыдова. У супругов родились дети:
- Николай (1814—1874) — полковник; соученик Лермонтова в Школе гвардейских подпрапорщиков и кавалерийских юнкеров, адресат нескольких стихотворений поэта. Художник-любитель, автор рисунков и акварелей времён Кавказской войны, усадьбы Петрищево и пр. Женат на Людмиле Александровне Бычковой (ум. 1887). Сын — Поливанов, Владимир Николаевич.
- Елизавета (16(28).09.1815 Москва-27.5.1844).
- Софья (1818- после 1831).
- Александр (1820—1884) — генерал-майор, кавалер ордена Святого Георгия 4 степени[источник не указан 668 дней], богородский предводитель дворянства (1862—1869). Женат на Варваре Фёдоровне Топорниной (ум. 1847).
- Варвара (1821-после 1844), супруга маркиза Франциска Кампанари.
- Владимир (1822—1840)
- Вера (ок. 1828 — ранее 10.1854) .